# 하나모리 핑크
하나모리 핑크(花森ぴんく/はなもり　ぴんく, 1977년 11월 5일 ~ )는 일본의 만화가로 시즈오카현의 출신이다.
대표작으로는 요코테 미치코가 시나리오를 쓴 《피치피치핏치》가 있다.

## 주요 작품
- 《피치피치핏치》《유메유메유유》《피앙세는 몬스터?!》